# فام مینه چین
فام مینه چین (انگلیسی: Phạm Minh Chính؛ زادهٔ ۱۰ دسامبر ۱۹۵۸) سیاست‌مدار اهل ویتنام است. وی از ۵ آوریل ۲۰۲۱ نخست‌وزیر این کشور است.